# Dos (album)
Dos is het tweede album van de band Orquesta del Desierto.

## Tracklist

### Alone Records/The Stone Circle-versie (2003)
| Nr. | Titel                | Duur |
| --- | -------------------- | ---- |
| 1   | Life Without Color   | 3:18 |
| 2   | Summer               | 4:26 |
| 3   | Above The Big Wide   | 3:45 |
| 4   | Someday              | 3:56 |
| 5   | Quick To Disperse    | 3:54 |
| 6   | El Diablo Un Patrono | 3:38 |
| 7   | What In The World    | 4:00 |
| 8   | Over Here            | 2:16 |
| 9   | Sleeping The Dream   | 6:00 |

### MeteorCity-versie (2004)
| Nr. | Titel              | Duur | Schrijver(s)   |
| --- | ------------------ | ---- | -------------- |
| 1   | Life Without Color | 3:18 | Riley, Brodsky |
| 2   | Summer             | 4:26 | Riley, Stahl   |
| 3   | Rope               | 3:00 | Engel, Stahl   |
| 4   | Quick To Disperse  | 3:54 | Brown, Stahl   |
| 5   | Reaching Out       | 3:05 | Engel          |
| 6   | Over Here          | 2:16 | Riley          |
| 7   | Someday            | 3:55 | Engel, Stahl   |
| 8   | What In The World  | 4:00 | Brown, Stahl   |
| 9   | Above The Big Wide | 3:44 | Engel, Stahl   |
| 10  | Sleeping The Dream | 6:00 | Brown, Stahl   |

## Bandleden
- Pete Stahl - zang
- Mario Lalli - gitaar
- Mike Riley - gitaar, orgel
- Country Mark Engel - gitaar, orgel, achtergrondzang
- Landetta - percussie
- Dandy Brown - basgitaar, gitaar, piano en orgel
- Jackie Watson - "the Lone San Gorgonio Trumpet"
- Emilliano Hernández - saxofoon
- Adam Maples - drum, percussie
- Pete Davidson - drum, percussie
- Tim Jones - piano
- Stephen Brodsky - speciaal gast optreden

## Overige informatie
- Opgenomen Rancho de la Luna, Joshua Tree, Californië, 2003
- Bijkomende/extra opnamen Green Room, Palm Springs, Californië 2003
- Mixing en opnames door Mike Riley en Dandy Brown
- Mastering door Nancy Matter, Moonlight Mastering, Burbank, Californië
- Design door sp!nner ©2003 splii (spinningfish.com)
- Distributie door Stanalisa Music (ascap) Big Plastic Things (ascap) Son of Ray Music (ascap)
- Styrofoam Head Music (ascap) In conjunction with Audio Murder (ascap) in het nummer "Life Without Color"